# Isa Buzzi
Isabella Buzzi (Schroeder, 30 de outubro de 2002), conhecida como Isa Buzzi,  é uma cantora brasileira. Cresceu em Schroeder e começou a carreira aos 15 anos, publicando vídeos de covers e músicas autorais em seu canal no YouTube.

## Vida Pessoal e Carreira
Isabella Buzzi, mais conhecida como Isa Buzzi, nasceu em 30 de outubro de 2002, em Schroeder, Santa Catarina, cresceu em uma família musical e encontrou na arte um refúgio desde a infância. Tímida e criada em uma cidade pequena, iniciou aulas de canto incentivada pela mãe, o que despertou sua paixão pela música. Passou a compartilhar vídeos de covers e composições próprias na internet. A música tornou-se seu espaço de expressão e liberdade, levando-a a abandonar a carreira em medicina para seguir seu sonho artístico.
Suas maiores inspirações são: Rita Lee, Amy Winehouse e Olivia Rodrigo. Ela também cita como influência marcante a sua avó, que sempre acreditou em seu talento e a apoiou intensamente. Pouco antes de falecer, nos últimos dias de vida, ela fez um pedido especial: que Isabella jamais desistisse de seu sonho. A promessa feita nesse momento tornou-se uma âncora emocional, e, desde então, nunca foi quebrada.

### 2017–2019:Coverse EP de estreia
Em 2017 e 2018, deu seus primeiros passos públicos na música ao começar a postar vídeos de covers em seu canal no YouTube. Na época, interpretou canções de artistas como Ariana Grande, Camila Cabello, Jão e Vitor Kley.
Seu EP de estreia autointitulado Isa Buzzi foi lançado em 2019 e marcou o início da carreira autoral da cantora catarinense. Composto por três faixas — Garoto Prepotência, Vamos Só Viver e Toda Vez — o trabalho apresenta uma sonoridade pop com influências de R&B e soul, refletindo a identidade artística que a jovem começava a construir.
Na entrevista para o podcast "This Is UZ", Isabella afirma que, nessa época sofreu bullying pelos seus colegas de classe e escola. Escutou vários comentários dos alunos, fazendo deboche com comentários como “meu Deus, que louca!”, “ela quer ser artista”, “maluca”. No final de uma das aulas, uma pessoa em especial projetou o clipe da música em um telão, e quando ela entrou na sala, todos estavam rindo. Aquilo foi algo que machucou a cantora profundamente — ela chegou em casa em prantos e desesperada, sem entender por que sua paixão pela arte e pela música estava sendo motivo de zombaria. 

### 2021–2022: Contratações e primeirossingles
O ano de 2021 foi extremamente importante para a cantora, foi quando ela iniciou sua parceria com o selo Angorá Music e assinou como compositora exclusiva da Sony Music Publishing, destacando-a no mercado fonográfico. Também houve grandes lançamentos como Chamada Cancelada e sua versão acústica, Enloquecer, Vem Correr Atrás, Ferve e Estragar a Amizade com o cantor Gamboa. Em 2022 lançou Sereia, Nossa História e sua versão acústica e Castigo.

### 2023:Direitos Autoraise reconhecimento nacional
Em 2023, Direitos Autorais marcou sua consagração nacional. Com uma letra provocadora e traços de empoderamento, a canção lhe rendeu prémios e reconhecimento. Também lançou Vilã e Fico Assim Sem Você (popular na voz de Claudinho & Buchecha). No mesmo ano foi contratada pela gravadora DeckDisc.

### 2024:Primeira Turnêe participação no programaAltas Horas
Em 2024, começou o ano lançando ex.ploda e em Julho, lançou Carente. Logo no fim do ano a cantora lançou Obcecada, com homenagem aos fãs e indiretas na música. No mesmo ano deu início a sua primeira turnê internacional "Primeira Turnê" com passagem em diversos estados do Brasil e duas cidades de Portugal, com seu sucesso, a maioria dos shows estavam esgotados e rendendo a jovem datas extras. No mesmo ano, ela teve uma participação no programa Altas Horas em comemoração ao Dia das Crianças.

### 2025–presente:Coração Blindado
No ano de 2025, após uma pausa da sua turnê anterior, voltou com ela e a renomeou, agora para "Primeira Turnê 2.0", uma versão expandida que incluiu novas datas e experiências para os fãs, como meet & greet, kits exclusivos e acesso à passagem de som. O ano também está sendo marcado por sua primeira participação em um festival musical. 
Seu mais novo single, Coração Blindado, lançado em 18 de julho, apresenta uma sonoridade retrô com influências marcantes do synth pop, evidenciando o amadurecimento musical da cantora. A faixa remete ao estilo dos anos 1980, com similaridades à estética de Cyndi Lauper, especialmente na produção com toques vintage.

## Prémios e Indicações
| Ano  | Prémio              | Categoria            | Trabalho            | Resultado | Ref.                 |
| ---- | ------------------- | -------------------- | ------------------- | --------- | -------------------- |
| 2023 | Prêmio Multishow    | "Brasil"             | "Direitos Autorais" | Venceu    | [ 17 ]               |
| 2024 | Prêmio Claro Música | "Melhor Artista Pop" |                     | Indicado  | [ 18 ] [ 19 ] [ 20 ] |
| 2024 | Prêmio Claro Música | "Melhor Canção Pop"  | "Carente"           | Indicado  | [ 18 ] [ 19 ] [ 20 ] |
| 2025 | Prêmio PJB          | "Artista Revelação"  |                     | Pendente  | [ 21 ]               |

## Discografia

### EPs
| Título    | Detalhes                                                                                               |
| --------- | --- |
| Isa Buzzi | - Lançamento: 13 de Setembro de 2019 - Gravadora: Selo Próprio - Formatos: Download digital, streaming |

### Singles
| Canção                                                 | Ano  |
| ------------------------------------------------------ | ---- |
| "Chamada Cancelada"                                    | 2021 |
| "Enlouquecer"                                          | 2021 |
| "Vem Correr Atrás"                                     | 2021 |
| "Ferve"                                                | 2021 |
| "Estragar a Amizade" (participação especial de Gamboa) | 2021 |
| "Sereia"                                               | 2022 |
| "Nossa História"                                       | 2022 |
| "Castigo"                                              | 2022 |
| "Direitos Autorais"                                    | 2023 |
| "Vilã"                                                 | 2023 |
| "Fico Assim Sem Você" (cover de Claudinho & Buchecha)  | 2023 |
| "ex.ploda"                                             | 2024 |
| "Carente"                                              | 2024 |
| "Obcecada"                                             | 2024 |
| "Coração Blindado"                                     | 2025 |

## Turnês
- Primeira Turnê (2024)
- Primeira Turnê 2.0 (2025)